# Édgar Gerardo Lugo
Édgar Gerardo Lugo Aranda (ur. 31 grudnia 1984 w mieście Meksyk) – meksykański piłkarz pochodzenia hiszpańskiego występujący na pozycji ofensywnego lub lewego pomocnika, reprezentant Meksyku.
Jego ojciec Gerardo Lugo również był piłkarzem.

## Kariera klubowa
Lugo wychowywał się w stołecznym mieście Meksyk, jest synem byłego reprezentanta kraju Gerardo Lugo. Jego matka jest Hiszpanką (pochodzi z Almeríi), wobec czego zawodnik posiada również obywatelstwo hiszpańskie. Treningi piłkarskie rozpoczynał w akademii juniorskiej stołecznego klubu Cruz Azul, którego piłkarską legendą pozostaje jego ojciec. Jako szesnastolatek został zawodnikiem trzecioligowego klubu Delfines de la Universidad del Golfo de México (UGM), gdzie Lugo senior znalazł zatrudnienie jako trener. W późniejszym czasie spędził trzy miesiące na wymianie w Finlandii, gdzie trenował w klubie FC Haka. Bezpośrednio po tym powrócił do swojego macierzystego Cruz Azul i po ukończeniu wieku młodzieżowca dołączył do drugoligowych rezerw tego zespołu – Cruz Azul Hidalgo.
D pierwszej drużyny Lugo został włączony w wieku dwudziestu dwóch lat przez szkoleniowca Isaaca Mizrahiego. W meksykańskiej Primera División zadebiutował 27 stycznia 2007 w przegranym 0:1 spotkaniu z Atlante, a premierowego gola w najwyższej klasie rozgrywkowej strzelił 14 października tego samego roku w zremisowanej 1:1 konfrontacji z Pueblą. Od tamtego czasu regularnie pojawiał się na ligowych boiskach, jednak głównie w roli rezerwowego. W wiosennym sezonie Clausura 2008 zdobył z Cruz Azul wicemistrzostwo Meksyku, sukces ten powtarzając również pół roku później – w sezonie Apertura 2008. Podczas rozgrywek Apertura 2009 po raz trzeci wywalczył tytuł wicemistrzowski, zaś w 2009 i 2010 roku dotarł do finału najbardziej prestiżowych rozgrywek kontynentu – Ligi Mistrzów CONCACAF. Ogółem w barwach Cruz Azul spędził trzy i pół roku, jednak nie potrafił wywalczyć sobie pewnego miejsca w wyjściowym składzie.
Latem 2010 Lugo został wypożyczony do niżej notowanego zespołu Puebla FC, gdzie spędził rok jako podstawowy zawodnik, nie odnosząc jednak większych sukcesów. Bezpośrednio po tym udał się na wypożyczenie po raz kolejny, tym razem do ekipy Monarcas Morelia – jej barwy również reprezentował przez rok, będąc czołowym pomocnikiem ligi meksykańskiej. Za sprawą udanych występów, w lipcu 2012, przeszedł do ówczesnego mistrza Meksyku – klubu Santos Laguna z siedzibą w Torreón. W 2013 roku po raz trzeci w swojej karierze dotarł z nim do finału rozgrywek Ligi Mistrzów CONCACAF, jednak podczas roku spędzonego w drużynie Santosu Laguna nie zdołał zagwarantować sobie niepodważalnego miejsca w pierwszej jedenastce, często pełniąc rolę rezerwowego.
W lipcu 2013 Lugo przeniósł się do klubu Tigres UANL z miasta Monterrey, gdzie przez pierwszy rok był jednak alternatywnym zawodnikiem linii pomocy – w tej roli w sezonie Clausura 2014 zdobył puchar Meksyku – Copa MX oraz zajął drugie miejsce w krajowym superpucharze – Supercopa MX. Bezpośrednio po tym zaczął jednak regularnie pojawiać się w wyjściowym składzie i jako jeden z ważniejszych graczy ekipy prowadzonej przez Ricardo Ferrettiego, w sezonie Apertura 2014, wywalczył swoje czwarte wicemistrzostwo kraju. W 2015 roku dotarł natomiast do finału najbardziej prestiżowych rozgrywek południowoamerykańskiego kontynentu – Copa Libertadores, po czym wobec licznych wzmocnień formacji ofensywnej został relegowany do roli rezerwowego. W sezonie Apertura 2015 zdobył z Tigres pierwsze w karierze mistrzostwo Meksyku, lecz zaraz potem został wypożyczony na pół roku do ekipy Tiburones Rojos de Veracruz. W sezonie Clausura 2016 jako rezerwowy wywalczył z nią kolejny puchar kraju.
Latem 2016 ogłoszono, że Lugo – również na zasadzie wypożyczenia – zostanie graczem drugoligowego FC Juárez, jednak ostatecznie nie dołączył do tego zespołu.
| Sezon     | Klub                        | Kraj   | Rozgrywki  | Mecze | Bramki |
| --------- | --------------------------- | ------ | ---------- | ----- | ------ |
| 2006/2007 | Cruz Azul                   | Meksyk | Liga MX    | 6     | 0      |
| 2007/2008 | Cruz Azul                   | Meksyk | Liga MX    | 38    | 5      |
| 2008/2009 | Cruz Azul                   | Meksyk | Liga MX    | 30    | 7      |
| 2009/2010 | Cruz Azul                   | Meksyk | Liga MX    | 11    | 1      |
| 2010/2011 | Puebla FC                   | Meksyk | Liga MX    | 33    | 5      |
| 2011/2012 | Monarcas Morelia            | Meksyk | Liga MX    | 39    | 9      |
| 2012/2013 | Santos Laguna               | Meksyk | Liga MX    | 25    | 0      |
| 2013/2014 | Tigres UANL                 | Meksyk | Liga MX    | 17    | 1      |
| 2014/2015 | Tigres UANL                 | Meksyk | Liga MX    | 34    | 6      |
| 2015/2016 | Tigres UANL                 | Meksyk | Liga MX    | 7     | 0      |
| 2015/2016 | Tiburones Rojos de Veracruz | Meksyk | Liga MX    | 9     | 0      |
| 2016/2017 | FC Juárez                   | Meksyk | Ascenso MX |       |        |

## Kariera reprezentacyjna
W seniorskiej reprezentacji Meksyku Lugo zadebiutował za kadencji selekcjonera José Manuela de la Torre, 29 lutego 2012 w przegranym 0:2 meczu towarzyskim z Kolumbią.